# Усадьба Хрущёвых-Селезнёвых
Уса́дьба Хрущёвых — Селезнёвых — усадьба в стиле ампир, возведённая в 1814 году на месте сгоревшего в 1812-м особняка действительного тайного советника Фёдора Барятинского. С 1957 года в здании располагается Государственный музей Александра Сергеевича Пушкина.

## История

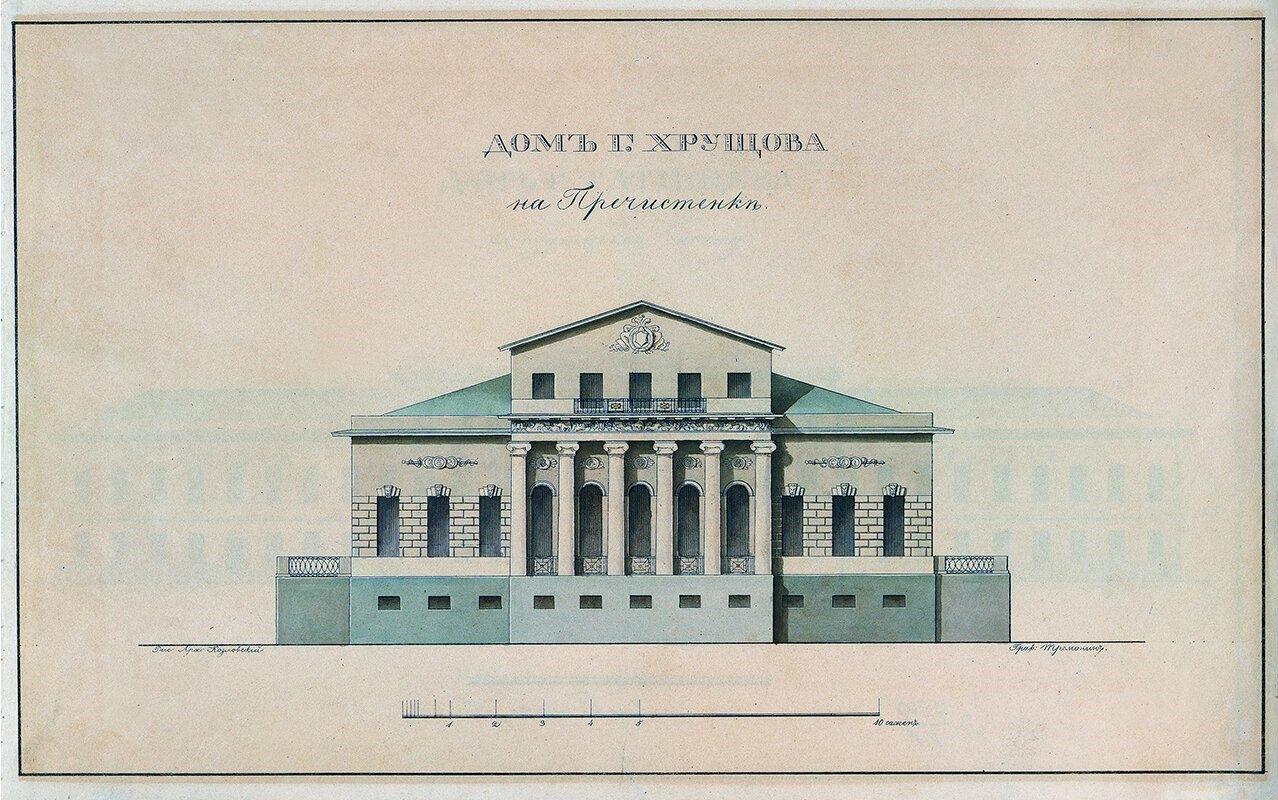
Главный фасад дома Хрущова с Пречистенки, схема 1832 г.

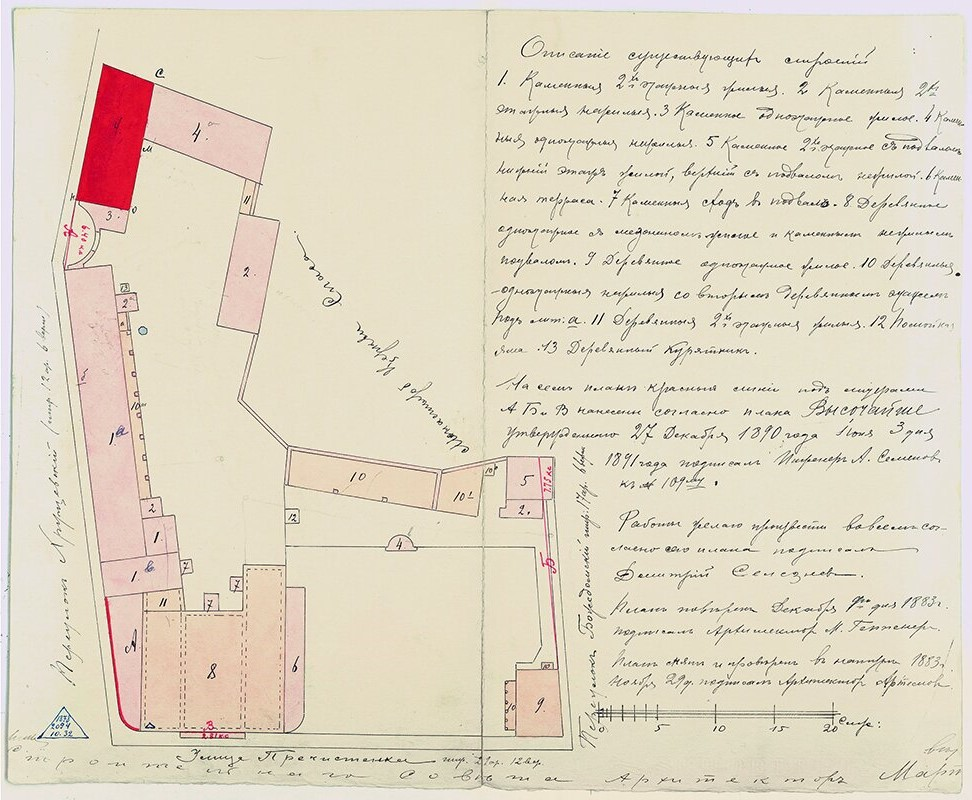
План участка с владениями Селезнева, 1880-е гг.

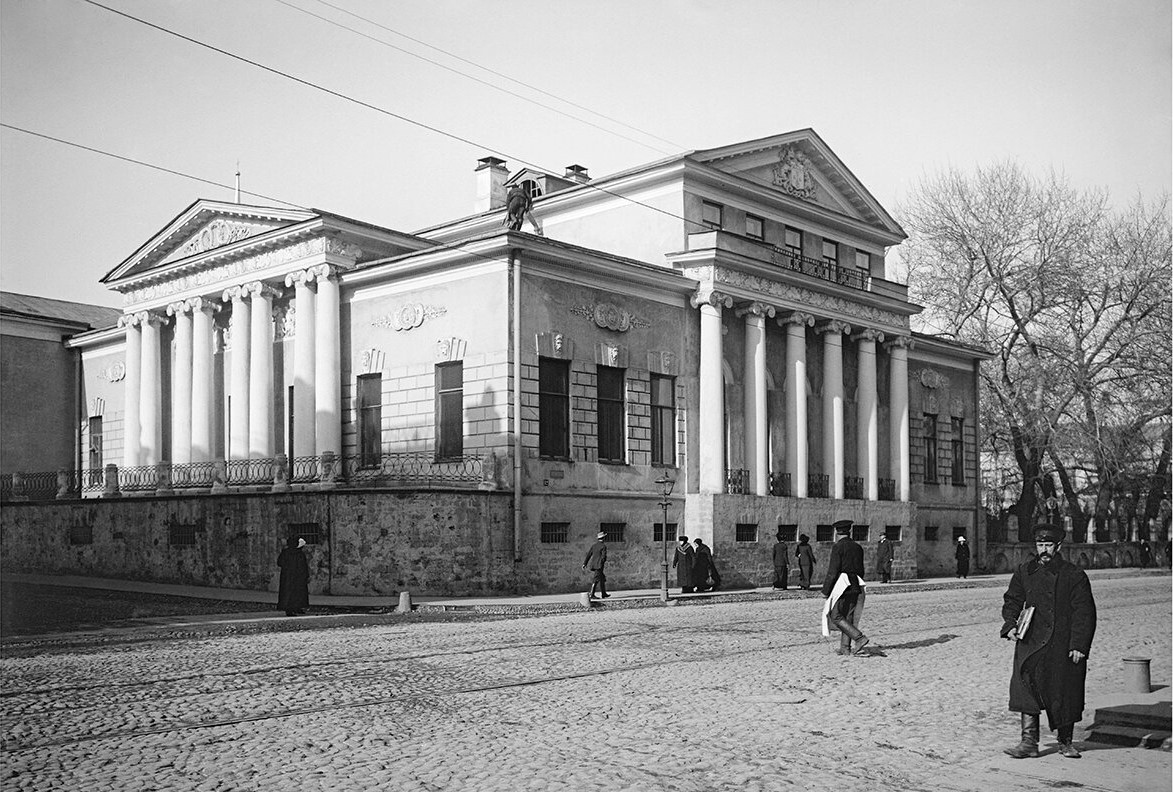
Главный дом усадьбы, 1913 г.

История участка на Пречистенке отслеживается с 1750-х годов, когда владение приобрёл обер-президент Главного магистрата Степан Зиновьев. После смерти Зиновьева земля перешла к его брату, а затем была выкуплена камергером В. С. Васильчиковым. В 1798-м он продал участок князю Фёдору Барятинскому. Согласно данным на 1806 год, во владение князя входило каменное здание, расположенное вдоль переулка, а также деревянный дом с антресолями. Пожар 1812 года уничтожил постройки участка, сохранились только каменный фундамент главного дома и жилой флигель. В 1814-м землю приобрёл прапорщик Александр Петрович Хрущёв, по инициативе которого на месте фундамента было возведено новое здание в стиле ампир. Предположительно, проект особняка разработали архитекторы Доменико Жилярди и Афанасий Григорьев, в то время как строительство проводилось под руководством Комиссии о строении Москвы во главе с Осипом Бове, который занимался «парадной частью» восстановления Москвы после Отечественной войны.
Особняк отстроили в дереве, а на каменном цоколе разместили широкие террасы с коваными ограждениями, ставшие отличительной чертой дома. Ещё одной архитектурной особенностью здания является его угловое расположение, из-за которого оба фасада оформлены как парадные: со стороны Хрущёвского переулка дом украшен восьмиколонным портиком ионического ордера, а со стороны Пречистенки — скульптурным барельефом, выполненным по проекту Гавриила Замараева. В усадебный ансамбль также входила «музыкальная раковина» — беседка-полуротонда, снесённая в 1930 году.
В 1840-е годы усадьба была приобретена семьёй торговца чаем Рудакова, а в 1860-м — штабс-капитаном Дмитрием Селезнёвым. В 1906 году владение перешло к его дочери Е. Д. Матвеевой, которая передала здание и прилегающую территорию Московскому дворянству для создания там школы-интерната имени её родителей — Дмитрия и Анны Селезнёвых. Согласно документам от 1908 года, администрация приюта сдавала жилой флигель и хозяйственные постройки в аренду: в подвале главного дома хранились вина, в парадной части находились приют и квартира начальницы, в мезонине располагались комнаты лазаретной фельдшерицы, а в большом флигеле — кухня и помещения обслуживающего персонала и лазарет. В 1881-м к усадьбе был пристроен зимний сад, спроектированный Николаем Артемовским.
После революции 1917 года и начала политики уплотнения в хозяйственных постройках усадьбы были созданы коммунальные квартиры. С 1924 по 1931 год в главном здании находились Музей игрушки, библиотека, а также факультет игрушки Московского техникума кустарной промышленности.
В 1940 году здание передали в ведение Государственного литературного музея, по инициативе которого в помещениях открыли выставку, посвящённую Владимиру Маяковскому. В 1945-м усадьба перешла под управление Министерства иностранных дел СССР, а спустя несколько лет снова была передана Литмузею. В 1949-м по инициативе музея в здании открылась экспозиция к 150-летию со дня рождения Александра Пушкина, а в 1957 году правительство Москвы выпустило постановление о создании в усадьбе Хрущёвых — Селезнёвых музея жизни и творчества поэта. Открытие музея после реконструкции внутренних помещений здания состоялось в 1961-м.
В 1996 году началась масштабная реставрация особняка под руководством компании «Моспромстрой». В доме заменили инженерно-технические коммуникации, построили подземную часть музея с рекреационной зоной для посетителей, в то время как усадебный двор был застеклён, что позволило объединить отдельно стоящие постройки усадьбы в единый комплекс.

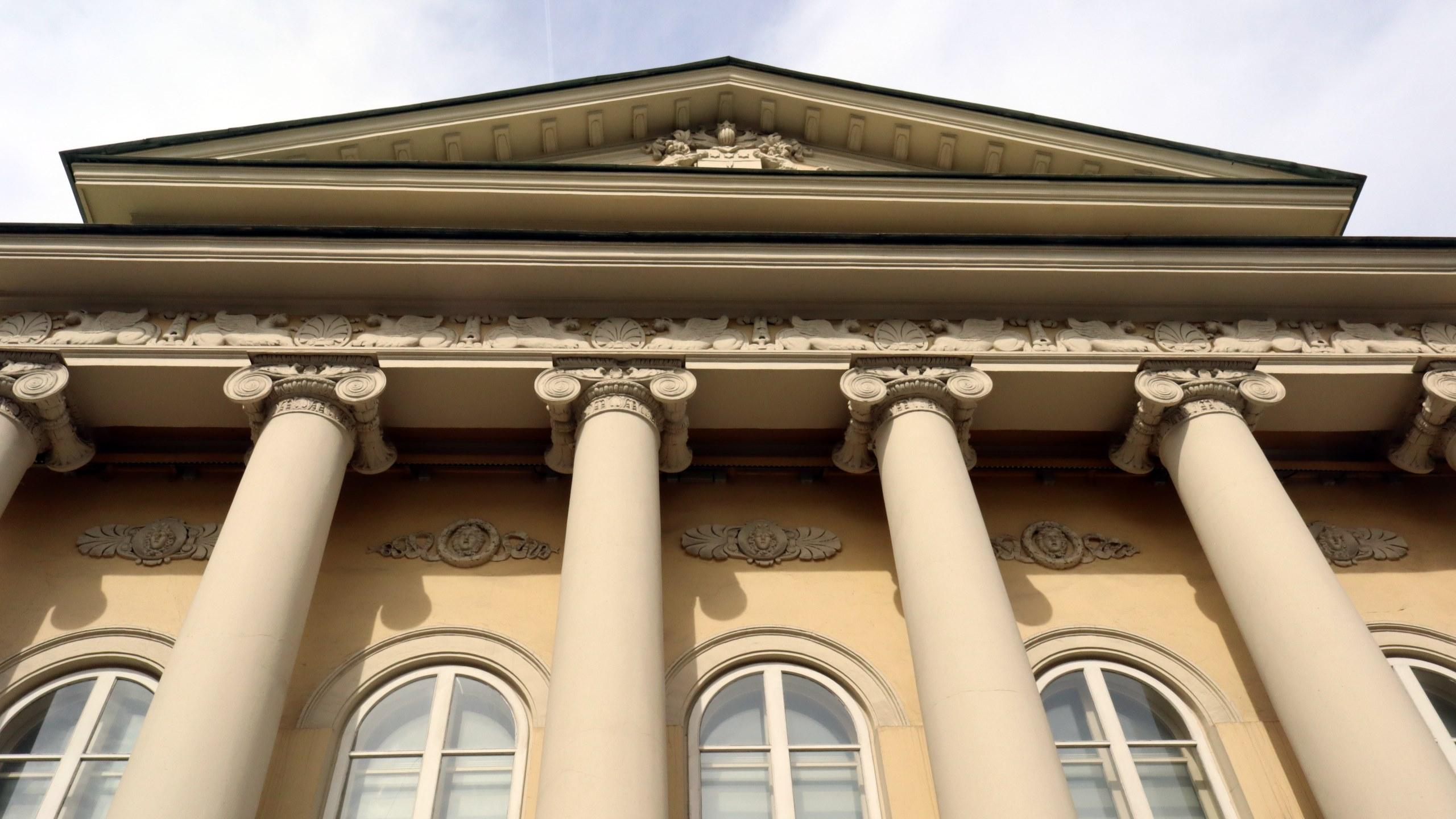
Главный фасад музея с Пречистенки
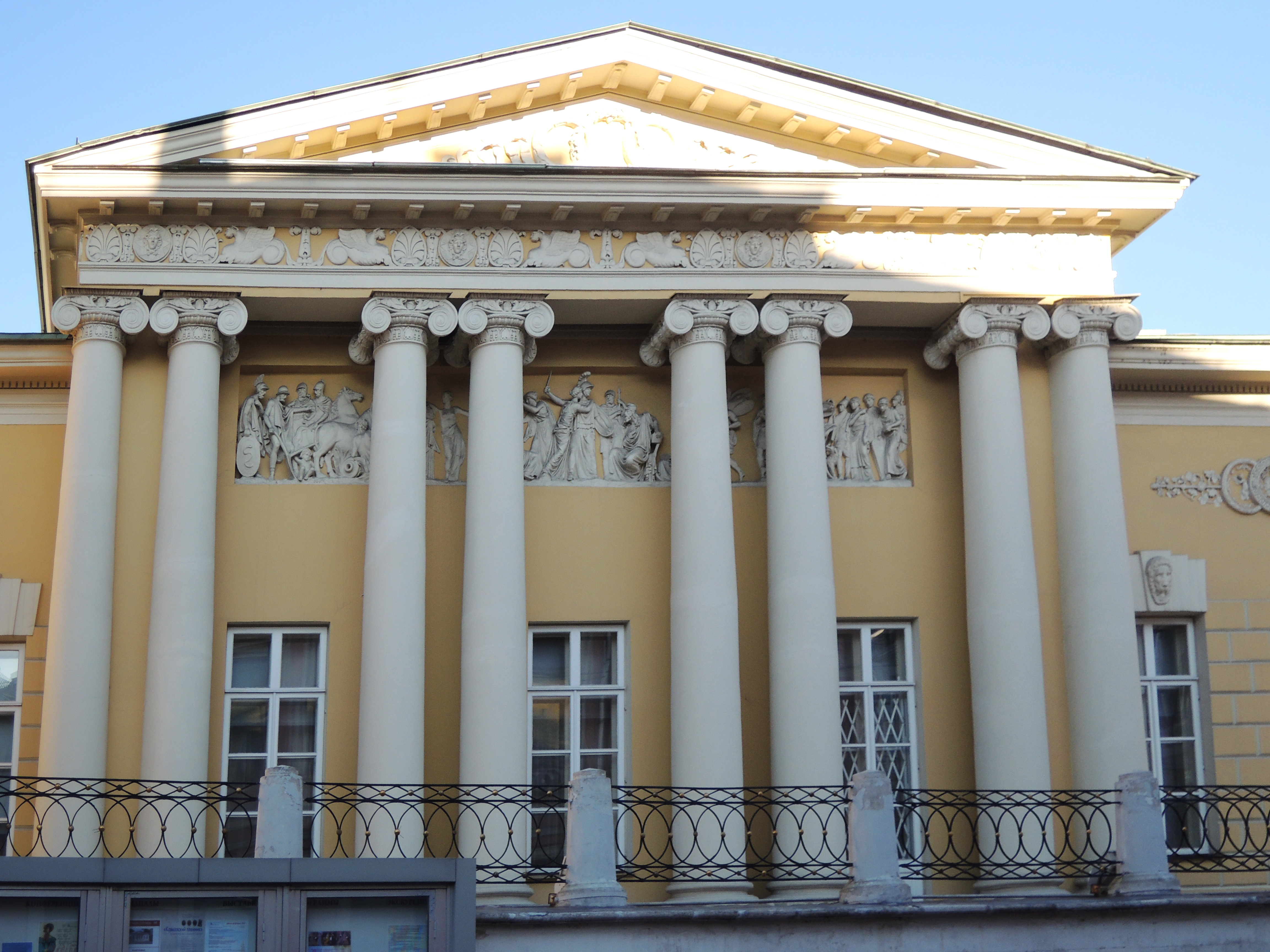
Портики фасада
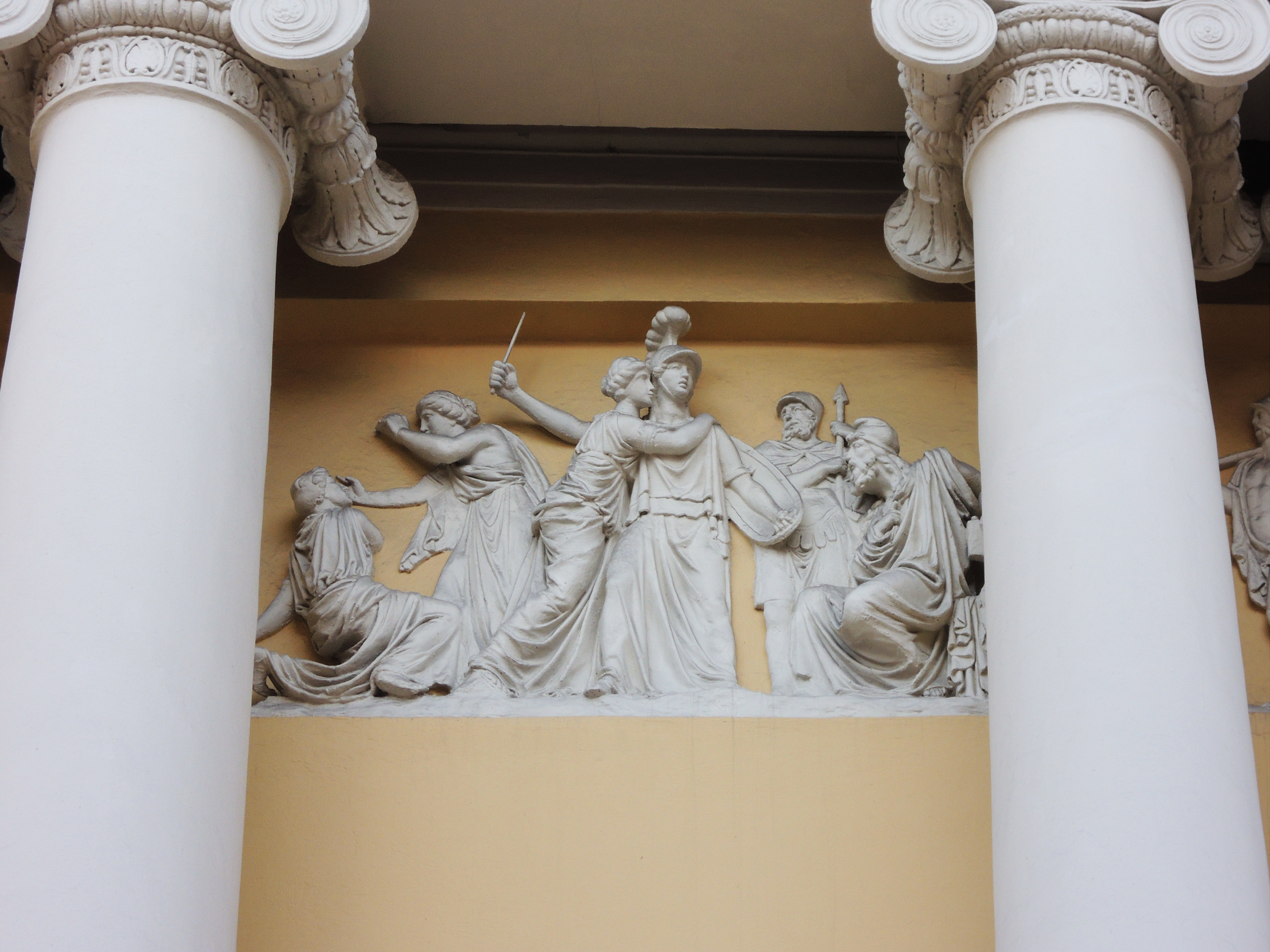
Скульптурное украшение фасада
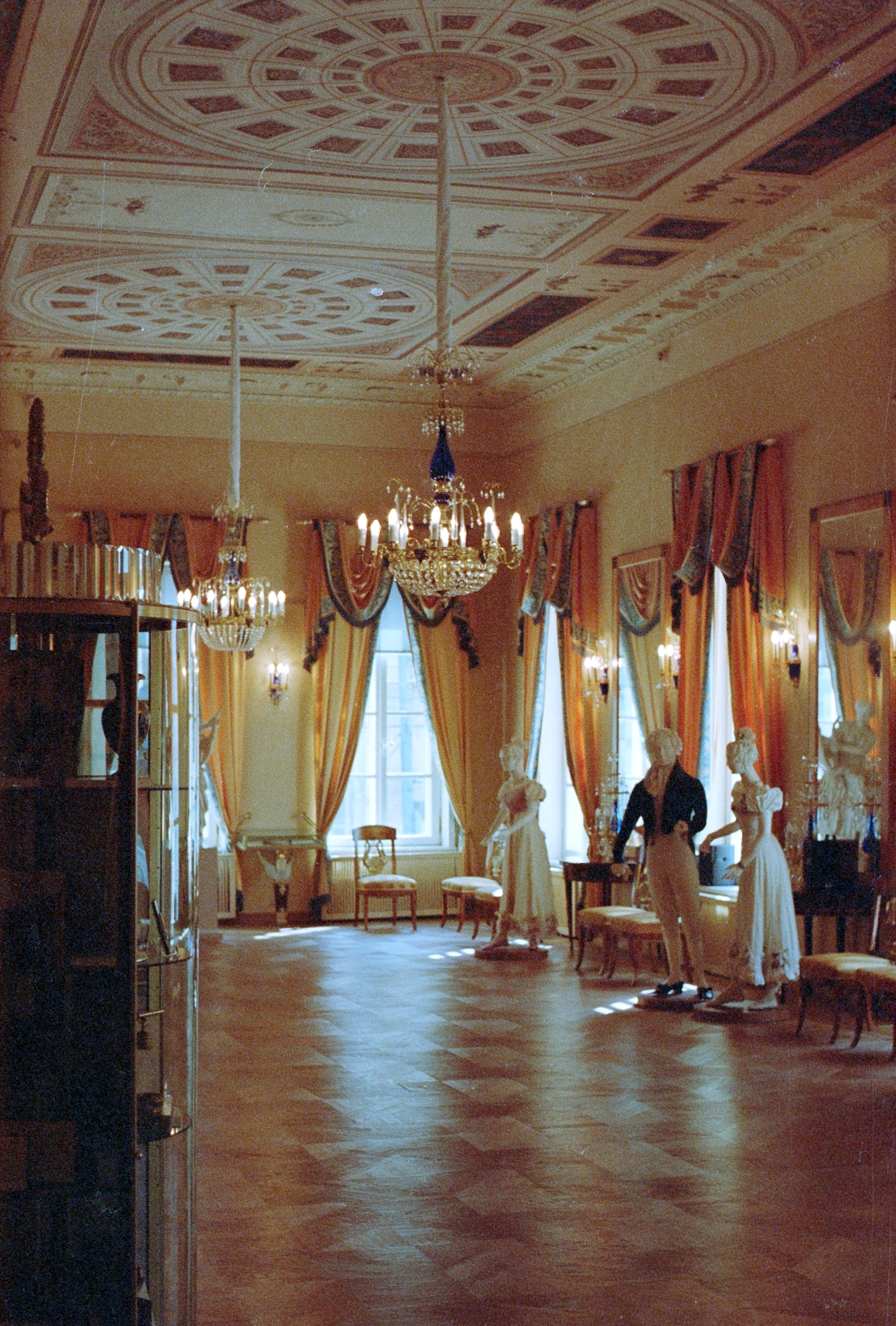
Интерьеры музея
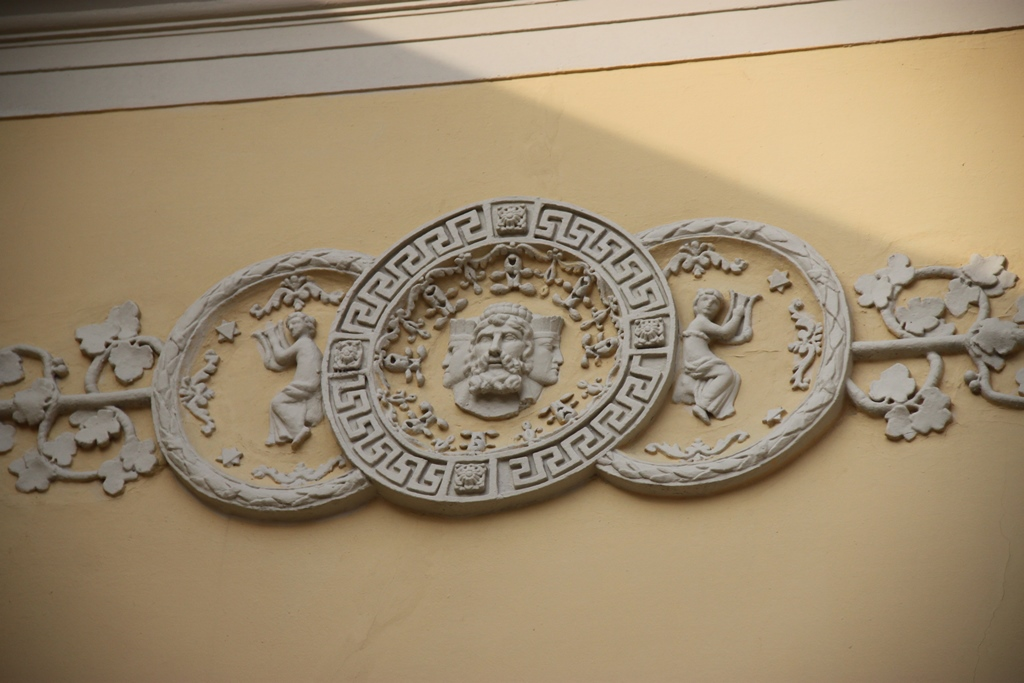
Скульптурное украшение фасада
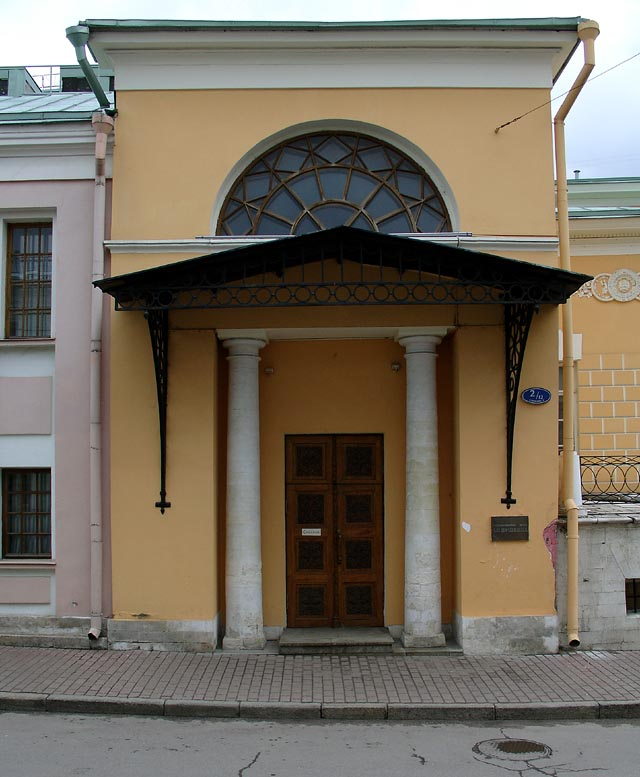
Боковой вход в музей
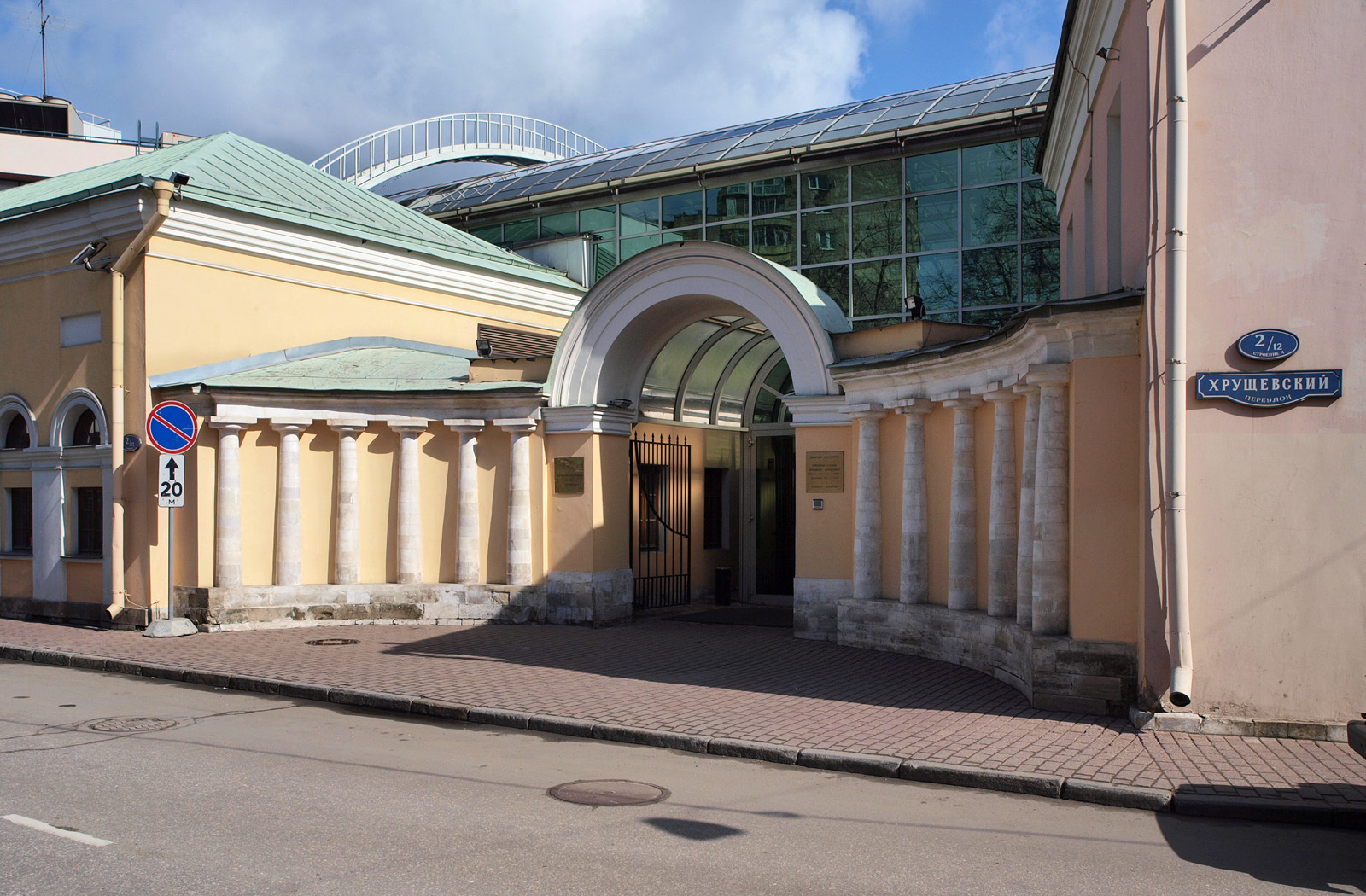
Вид на стеклянный атриум, где есть вход в музей